# 佐賀県立唐津北高等学校
佐賀県立唐津北高等学校（さがけんりつ からつきたこうとうがっこう）は、かつて佐賀県唐津市鎮西町横竹838番地の9にあった公立の普通科高等学校。
周辺部の離島から通学する生徒も多かった。
上場地区（東松浦半島）と離島の少子高齢化の影響を受けてクラスが減少し、玄海町にある佐賀県立東松浦高等学校と合併し佐賀県立唐津青翔高等学校となったため、2007年（平成19年）3月で廃校になった。

## 沿革
- 1977年（昭和52年）4月1日 - 「佐賀県立唐津北高等学校」が発足。
- 2007年（平成19年）3月31日 - 廃校。30年の歴史に幕を下ろす。

跡地の活用
- 2013年（平成25年）4月1日 - 唐津市立海青中学校が開校。

## 校訓

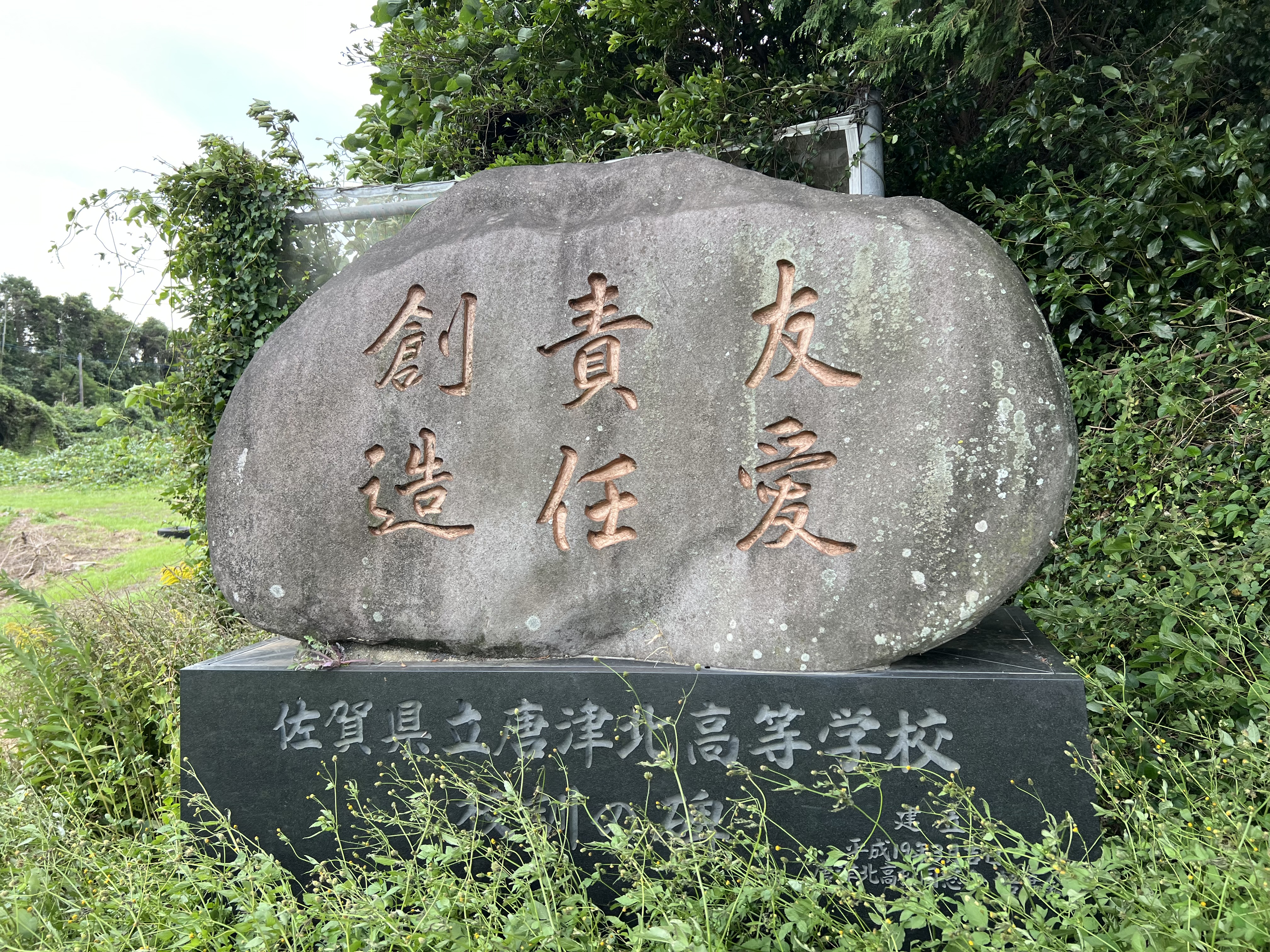
旧・校地に残る校訓碑

- 友愛
- 責任
- 創造

## 設置学科
- 普通科×2クラス

## 進路
- 何名かは短期大学や大学に進学する生徒もいた。